# وارنینگ (گروه موسیقی)
وارنینگ یک گروه راک مکزیکی از مونتری، نووو لئون است که در سال ۲۰۱۳ توسط خواهران ویارئال وِلِز تشکیل شد: دانیلا (گیتار، خواننده اصلی، پیانو)، پائولینا (درام، خواننده اصلی، پیانو)، و آلخاندرا (گیتار باس، پیانو، بک آواز). آخرین آلبوم آنها ارور در ژوئن ۲۰۲۲ منتشر شد.

### سال‌های اول
خواهران ویارئال ولز در مونتری بزرگ شدند و همه در سنین پایین آموزش سازهای مختلف را دیدند. در مقطعی از کودکی، دانیلا و پائولینا به ترتیب گیتار و درام را به عنوان سازهای اصلی خود انتخاب کردند. هنگامی که کوچک‌ترین از این سه، آلخاندرا، گیتار باس را به عنوان ساز اصلی خود در حدود ۷ سالگی انتخاب کرد، خواهران تصمیم گرفتند یک گروه راک تشکیل دهند.آن‌ها نواختن آهنگ‌های راک را، اغلب از طریق سری بازی‌های ویدیویی راک بند، یادگرفتند و ویدیوهایی از اجراهای خود را در یوتیوب منتشر کردند.
در سال ۲۰۱۴، پائولینای ۱۲ ساله در مجله تام تام معرفی شد. این گروه ابتدا در سال ۲۰۱۴ زمانی که سه خواهر در سنین ۹ تا ۱۴ سالگی بودند، ویدیوی مرد شنی وارد می‌شود از متالیکا را اجرا کرده و در یوتیوب پخش کردند که در نهایت بیش از ۲۰ میلیون بازدیدکننده داشت. این ویدئو مورد توجه کرک همت، گیتاریست متالیکا قرار گرفت، که به‌طور خاص از پائولینا تمجید کرد و گفت: "درامر به حداکثر ضربه می‌زند!"

### به عنوان هنرمندان مستقل (۲۰۱۵–۲۰۲۰)
به دلیل توجه به ویدیوی مرد شنی وارد می‌شود، گروه تصمیم گرفت به دنبال یک قرارداد ضبط و توسعه آهنگ‌های خود باشد. در آوریل ۲۰۱۵، گروه در نمایش الن دی جنرس ظاهر شد. در این دوره، خواهران کمک مالی، از جمله کمک مالی از دی جنرس و تارگت، برای شرکت در یک برنامه آموزشی پنج هفته‌ای در کالج موسیقی برکلی در ایالات متحده جمع‌آوری کردند.
آنها همچنین دو ارائه در کنفرانس تد در دانشگاه نوادا در سال‌های ۲۰۱۶ و ۲۰۱۷ ارائه کردند این گروه به خاطر تمرین با سری بازی‌های ویدیویی راک بند در اوایل کار خود شناخته شده بود. طراحان با گنجاندن چندین آهنگ از گروه وارنینگ در نسخه‌های مختلف این مجموعه که در این دوره منتشر شد، این لطف را جبران کردند.
اولین آلبوم کامل وارنینگ با نام خون قرن بیست و یکم، در سال ۲۰۱۷ منتشر شد در این دوره آنها برای اجرا در جشنواره راک در مونتری دعوت شدند، و همچنین نمایشی را برای کیلرز در آن شهر افتتاح کردند. دومین آلبوم آنها ملکه صحنه قتل در نوامبر ۲۰۱۸ منتشر شد آنها در اواخر سال ۲۰۱۹ یک تور گسترده را در سراسر آمریکای شمالی اعلام کردند، اگرچه به دلیل دنیاگیری کووید-۱۹ لغو شد.

### با لاوا رکوردز (۲۰۲۰–تاکنون)

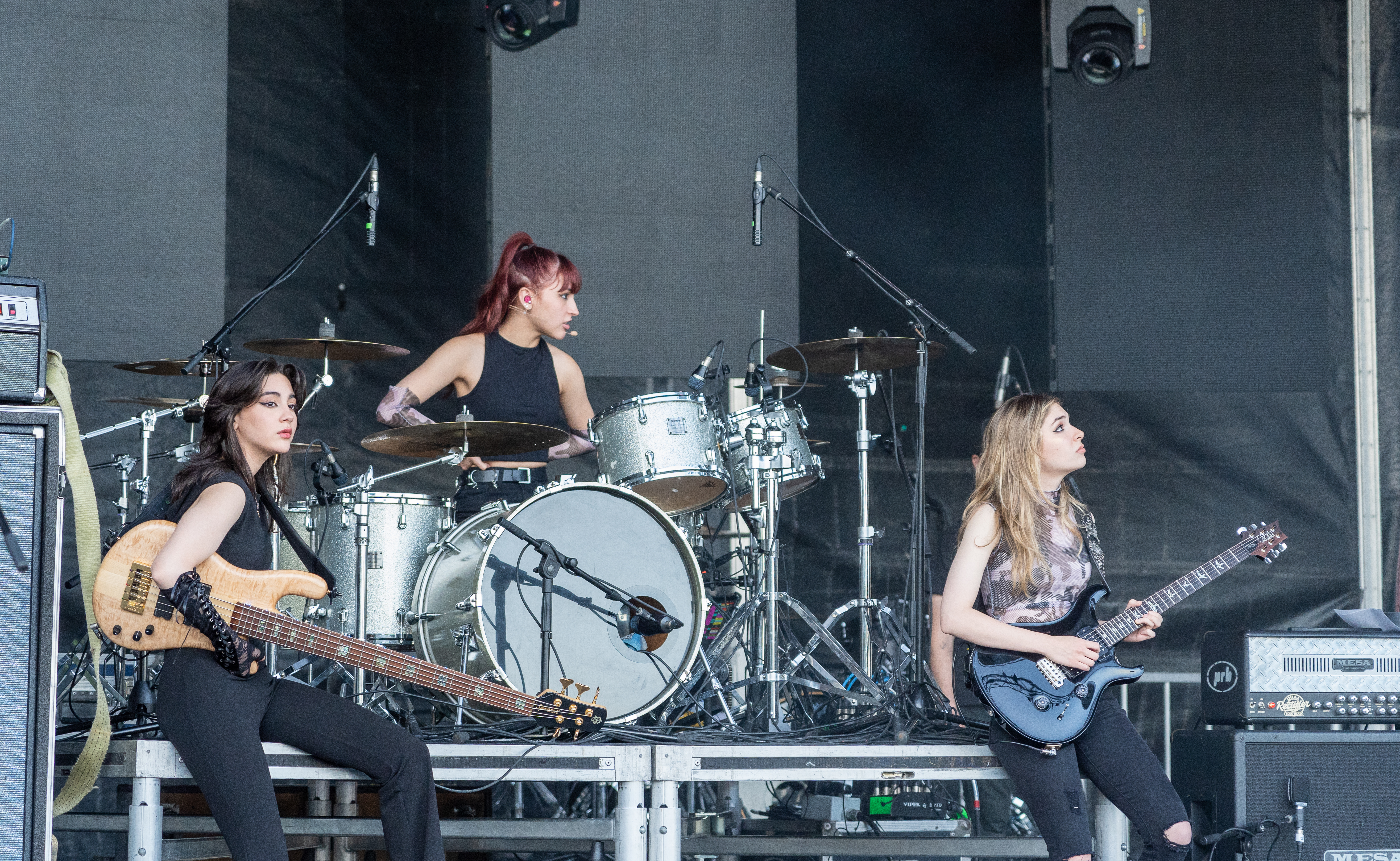
اعضای وارنینگ در برلینگتون، انتاریو، ۲۰۲۲

در اوت ۲۰۲۰، گروه وارنینگ یک قرارداد برای ارائه پنج آلبوم با لاوا رکوردز امضا و کار روی یک آلبوم جدید را با تهیه‌کننده دیوید بندث آغاز کرد. آهنگ چوک در ماه مه ۲۰۲۱ منتشر شد بعداً در همان سال، گروه در آلبوم ادای احترام متالیکا: بلک لیست متالیکا ظاهر شد و کاور دیگری از " مرد شنی وارد می‌شود " را با همراهی آلیسیا کارا اجرا کرد شش آهنگ نیز در اکتبر ۲۰۲۱ منتشر شد، گروه در اوایل سال ۲۰۲۲ توری در آمریکای شمالی را آغاز کرد و بیش از ۳۰ اجرا را در افتتاحیه برای فو فایترز، استون تمپل پایلتس اجرا کرد. آنها تک آهنگ پول را در مارس ۲۰۲۲ منتشر کردند، و این آهنگ در جدول پخش اصلی راک بیلبورد در جایگاه ۳۱ قرار گرفت.

## اعضای گروه
- دنیلا ویارئال ولز (زاده ۳۰ ژانویه ۲۰۰۰)[۲۹] - گیتار، خواننده اصلی، پیانو (۲۰۱۳–اکنون)
- پائولینا ویارئال ولز (متولد ۵ فوریه ۲۰۰۲)[۲۹] - درام، خواننده اصلی، پیانو (۲۰۱۳–اکنون)
- آلخاندرا ویارئال ولز (متولد ۱۳ دسامبر ۲۰۰۴)[۲۹] – باس، بک آواز، پیانو (۲۰۱۳–اکنون)